# نینجا وارد می‌شود
نینجا وارد می‌شود (به انگلیسی: Enter the Ninja) یک فیلم رزمی آمریکایی محصول سال ۱۹۸۱ به کارگردانی مناهم گولان با بازی فرانکو نرو، سوزان جرج، کریستوفر جورج و شو کوساگی است.

## داستان
داستان فیلم دربارهٔ یک رزمی کار به نام کول (نرو) است که در فیلیپین به دیدار دوستش فرانک می‌رود. در بدو ورود، کول متوجه می‌شود که دوستش توسط تاجر ثروتمند چارلز وناریوس که زمین فرانک را برای نفت زیر آن می‌خواهد مورد آزار و اذیت قرار می‌گیرد. فرانک و همسرش به‌طور مداوم توسط کول که با مهارت‌های رزمی خود از آنها دفاع می‌کند، ناکام می‌شوند. وناریوس با اطلاع از حضور کول، نینجا خود را استخدام می‌کند.

## دنباله
این فیلم دارای دو قسمت دیگر بنام انتقام نینجا (۱۹۸۳) و نینجا ۳ (۱۹۸۴) می‌باشد.